# Joseph Dupuis
Joseph Dupuis, né en 1789 et mort en 1874, est consul et vice-consul du gouvernement britannique entre 1811 et 1842, avec diverses affectations en Afrique au cours de cette période, dont une en tant que vice-consul à Essaouira. Il est marié à Evelina Danby, considérée comme la fille illégitime de Joseph Mallord William Turner et de sa maîtresse Sarah Danby (1766–1861). Ensemble, ils ont sept enfants. Joseph Dupuis consacre une grande partie de sa vie à libérer les esclaves chrétiens en Afrique du Nord et est considéré comme l'un des principaux experts de son temps sur le Maroc et le Sahara.

## En poste à Essaouira
Une partie des fonctions du vice-consul britannique à Essaouira implique le rachat de ressortissants britanniques et d'autres chrétiens (généralement des marins naufragés) de l'esclavage aux termes d'un traité anglo-marocain. Le consul britannique à Essaouira est connu pour racheter à un prix élevé les esclaves chrétiens libres en Afrique du Nord. En apprenant l'existence d'une épave impliquant des marins chrétiens, Dupuis envoie un membre du personnel marocain pour tenter de localiser l'équipage. Dans ce genre de cas, l'équipage est souvent réduit en esclavage par les Maures et les Africains après avoir atteint le rivage. Durant son mandat, il assure ainsi la libération de nombreux marins chrétiens.
Dupuis s'associe notamment avec un établissement commercial entre Essaouira et la Grande-Bretagne avec William Willshire. Lorsque Dupuis retourne en Grande-Bretagne en août 1814, il recommande à Willshire de prendre la relève en tant que vice-consul britannique à Essaouira, une recommandation acceptée par le Foreign Office à Londres.

## Participation avec Robert Adams

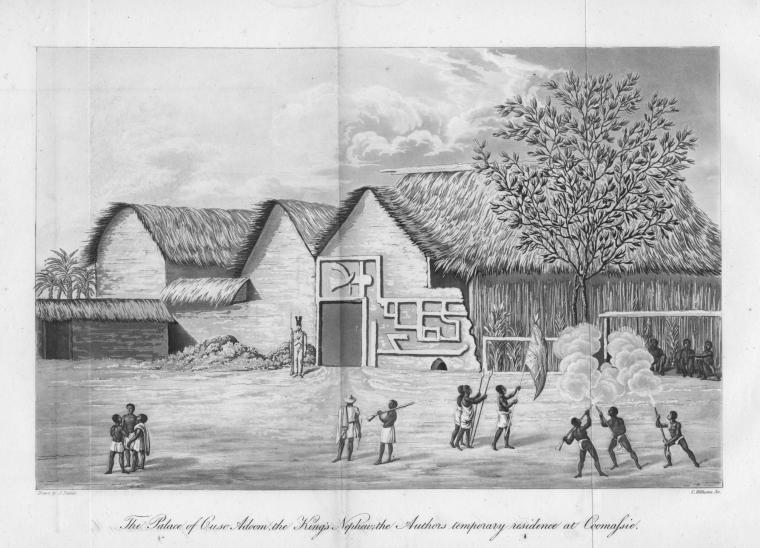
Résidence temporaire de Dupuis à Kumasi lors de sa mission diplomatique auprès de l'Empire Ashanti en 1820.

Tous les chrétiens ne peuvent pas être rachetés à temps. Cependant, Dupuis libère notamment l'Américain Robert Adams après trois ans de souffrance en tant que captif. Le 6 octobre 1813, Dupuis écrit que « Comme la plupart des autres chrétiens après une longue captivité et un traitement sévère parmi les Arabes, il est apparu à sa première arrivée extrêmement stupide et insensible; et il a à peine parlé à n'importe qui. » Robert Adams reste aux côtés de Dupuis pendant sept mois afin de se remettre de sa vie d'esclave.
En 1816, il témoigne de son expérience à Londres dans The Narrative of Robert Adams. Avant la publication du récit d'Adams, Dupuis corrobore toutes les parties de l'histoire qui le concernent et souligne la véracité du récit. Lorsque le livre est critique en Europe, il continue de soutenir Adams .

## Fin de carrière
Après plusieurs affectations en Afrique du Nord, il quitte le service consulaire. La tradition dit que lui et sa femme se sont impliqués dans le commerce du marbre en Grèce. Après la mort de J. M. W. Turner, ils se retirent en Angleterre et Joseph postule sans succès pour être conservateur de la galerie Turner. Ils s'installent à Lambeth où vit la famille de son frère et y termine ses jours.